# Алма (Небраска)
Алма (енгл. Alma) град је у америчкој савезној држави Небраска.

## Демографија
По попису из 2010. године број становника је 1.133, што је 81 (-6,7%) становника мање него 2000. године.
| Група             | 2000.         | 2010.         |
| Белци             | 1.200 (98,8%) | 1.121 (98,9%) |
| Афроамериканци    | 0 (0,0%)      | 0 (0,0%)      |
| Азијати           | 1 (0,1%)      | 0 (0,0%)      |
| Хиспаноамериканци | 7 (0,6%)      | 7 (0,6%)      |
| Укупно            | 1.214         | 1.133         |